# Kąpławki
Kąpławki ([kɔmˈpwafkʲi], deutsch Kamplack) ist ein Dorf in Polen in der Woiwodschaft Ermland-Masuren. Es gehört zur Gemeinde Barciany (Barten) im Powiat Kętrzyński (Kreis Rastenburg).

## Geographische Lage
Das Dorf liegt etwa 13 Kilometer nordwestlich von Kętrzyn (deutsch Rastenburg)  und 5 Kilometer südwestlich von Barciany. Die polnische Staatsgrenze zur russischen Oblast Kaliningrad verläuft etwa 15 Kilometer nördlich von Kąpławki.

## Geschichte
Das heutige Kąpławki wurde 1338 angelegt und als Campolaukis erwähnt. Der prußische Name geht auf „kampas, kampe“ (Werder, Ecke, Winkel) und „laukas“ (Acker, Feld) zurück. Damals bestand das Dorf aus einem Rittergut mit einer Fläche von 60 Hufe nach Kulmer Recht, einem Lehen von 2,5 Hufe Größe sowie zwei Lehen mit Magdeburger Recht.
1785 wurden in Kąpławki 17 Wohngebäude, 1817 16 Wohngebäude mit 147 Einwohnern gezählt. Im Jahre 1874 wurde Kamplack in den Amtsbezirk Dönhofstädt eingegliedert, der bis 1945 bestand und zum Kreis Rastenburg im Regierungsbezirk Königsberg in der preußischen Provinz Ostpreußen gehörte. Im Mai 1939 lebten 172 Menschen im Dorf.
Im Januar 1945 besetzte die Rote Armee die Gegend. In der Folge des Zweiten Weltkrieges wurde das Dorf Teil Polens. Im selben Jahr wurde eine siebenklassige Schule eröffnet in welche insgesamt 26 Schüler gingen. Die Einwohnerzahl war nach dem Krieg deutlich gesunken. 1970 lebten nur noch 70 Menschen in Kąpławki. Ab 1973, nach Auflösung der Gromadas, bildete das Dorf ein Schulzenamt, zu dem noch das Dorf Plinkajmy (Köllmisch Plienkeim) gehörte. Heute ist es Teil des Schulzenamtes Wilkowo Małe (Klein Wolfsdorf). innerhalb der Gmina Barciany im Powiat Kętrzyński.
Bei einer Verwaltungsreform kam das Dorf, das bisher administrativ in der Woiwodschaft Olsztyn lag, 1999 in die neu gebildete Woiwodschaft Ermland-Masuren. Im Jahr 2010 lebten 34 Menschen in Kąpławki.

## Kirche
Bis 1945 war Kamplack in den Pfarrsprengel Groß Wolfsdorf der vereinten evangelischen Kirchengemeinden Groß Wolfsdorf-Dönhofstädt in der Kirchenprovinz Ostpreußen der Kirche der Altpreußischen Union, außerdem in die katholische Kirche Korschen im Bistum Ermland eingepfarrt. Heute gehört Kąpławki zur evangelischen Kirchengemeinde Barciany, einer Filialgemeinde der Pfarrei Kętrzyn in der Diözese Masuren der Evangelisch-Augsburgischen Kirche in Polen. Katholischerseits ist das Dorf in die Pfarrei Drogosze im jetzigen Erzbistum Ermland eingegliedert.

## Verkehr

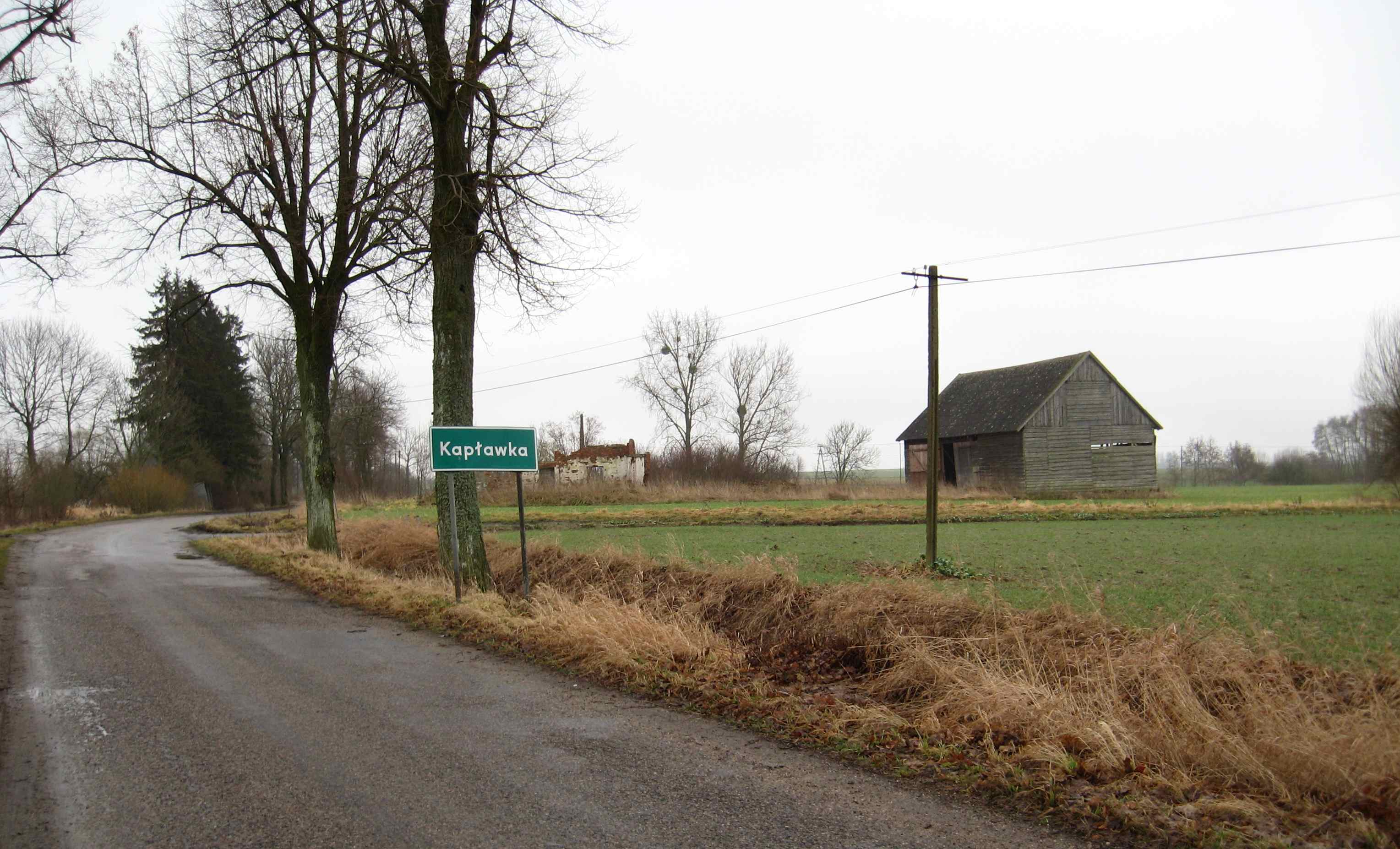
Ortseingangsschild von Kąpławki. Allerdings befinden sich zwei Tippfehler auf dem Schild, so dass dort Kapławka steht.

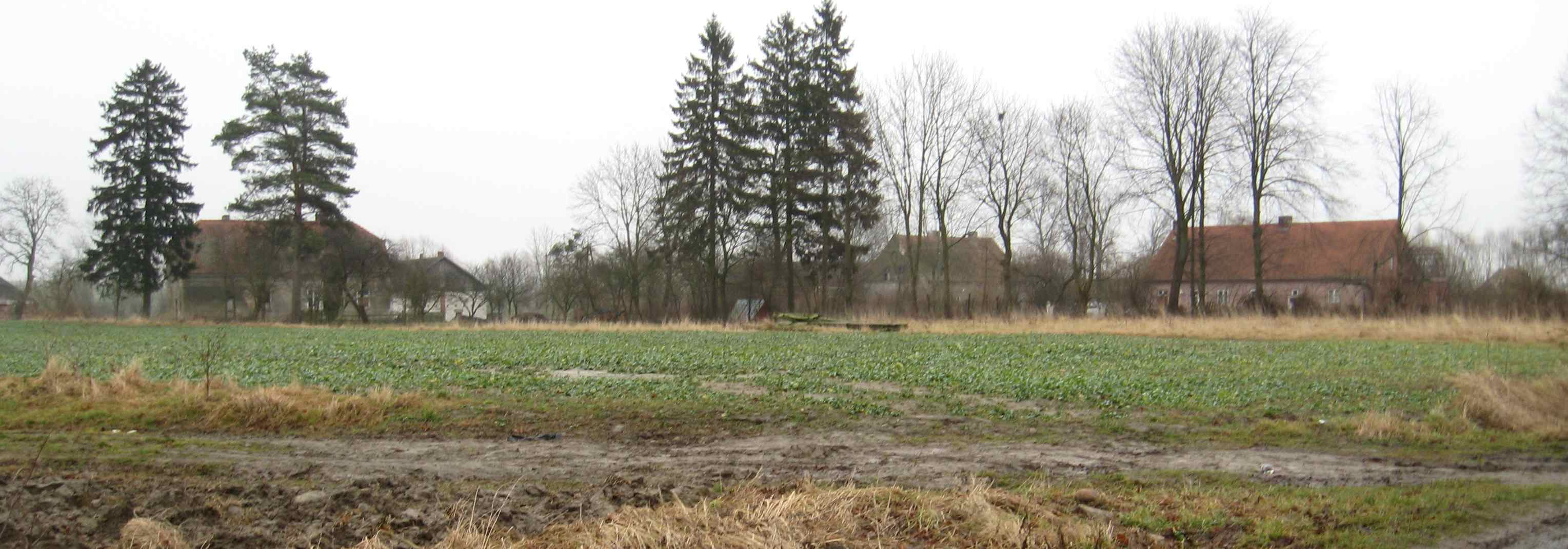
Kąpławki

Durch Kąpławki führt eine Nebenstraße, die etwa drei Kilometer westlich in die Woiwodschaftsstraße 590 mündet. In südöstlicher Richtung teilt sie sich nach fünf Kilometern und mündet anschließend in die Woiwodschaftsstraße 591 (frühere deutsche Reichsstraße 141).
Die nächste Bahnstation befindet sich im 10 Kilometer südwestlich gelegenen Korsze. Auch das etwa 14 Kilometer südlich gelegene Kętrzyn verfügt über eine Bahnstation.
Der nächste internationale Flughafen ist der Flughafen Kaliningrad etwa 90 Kilometer nördlich von Karolewo auf russischem Hoheitsgebiet. Etwa 190 Kilometer westlich liegt der Lech-Wałęsa-Flughafen Danzig, der der nächste internationale Flughafen auf polnischem Staatsgebiet ist. Der Flughafen Szczytno-Szymany liegt etwa 110 Kilometer südlich von Karolewo, dieser hat aber Ende 2006 seinen Flugbetrieb eingestellt.